# نبرد جزیره هانسان
نبرد جزیره هانسان (انگلیسی: Battle of Hansan Island) با نام نبرد هانساندو نیز شناخته می‌شود، در هشتم ژوئیه ۱۵۹۲ در نزدیکی جزیرهٔ کره ای هانسان اتفاق افتاد. دریاسالار کره ای یی سون شین حداقل ۴۷ کشتی ژاپنی را نابود کرده و ۱۲ کشتی را به غنیمت گرفت.